# 阿姆特采尔
阿姆特采尔是德国巴登-符腾堡州的一个市镇。总面积30.57平方公里，总人口3933人，其中男性1929人，女性2004人（2011年12月31日），人口密度129人/平方公里。

## 友好城市
- 法國 阿列省科讷